# MONET Technologies
MONET Technologies株式会社（モネ・テクノロジーズ、英: MONET Technologies Inc.）は、東京都港区に本社を置くソフトバンクとトヨタ自動車の合弁会社である。

## 概要
トヨタが構築した「モビリティサービスプラットフォーム（MSPF）」とソフトバンクの「IoTプラットフォーム」を連携させ、オンデマンドモビリティサービス、データ解析サービス、Autono-MaaS事業を扱う。Autono-MaaSとは、Autonomous Vehicle（自動運転車）とMaaS（Mobility-as-a-Service：モビリティサービス）を融合させたトヨタによる自動運転車を利用したモビリティサービスを示す造語であり、トヨタのMaaS専用次世代電気自動車「e-Palette（イーパレット）」を使ったAutono-MaaSを2023年以降に計画している。
2019年3月28日、本田技研工業と日野自動車と資本・業務提携。これにより株主構成はソフトバンク（出資金：10億500万円、出資比率：40.202％）、トヨタ自動車（出資金：9億9500万円、出資比率：39.802％）、日野自動車（出資金：2億4995万円、出資比率：9.998％）、本田技研工業（出資金：2億4995万円、出資比率：9.998％）となった。また、同年6月には、マツダ、スズキ、SUBARU、ダイハツ工業、いすゞ自動車の5社との資本業務提携が発表された。8月までに出資を終え、株主構成はソフトバンク（出資金：同じ、出資比率：約35.2％）、トヨタ自動車（出資金：同じ、出資比率：約34.8％）、日野自動車（出資金：2億8560万円、出資比率：約10.0％）、本田技研工業（出資金：2億8560万円、出資比率：約10.0％）、いすゞ自動車（出資金：5710万円、出資比率：約2.0％）、スズキ（出資金：5710万円、出資比率：約2.0％）、SUBARU（出資金：5710万円、出資比率：約2.0％）、ダイハツ工業（出資金：5710万円、出資比率：約2.0％）、マツダ（出資金：5710万円、出資比率：約2.0％）となる予定。これら自動車大手8社による18年の国内新車販売シェアは77%を占める。各社は車の開発・販売では従来どおり競争を続けつつ、MaaSの分野では協調しデータの収集や分析で協力し米IT大手などに対抗していく。
社名「MONET(モネ)」の由来であるが、1997年11月1日から2002年3月まで「MONET」という自動車向けオンライン情報提供サービスがトヨタ自動車、富士通、富士通テンにより共同開発され、トヨタメディアステーションによって提供されていた。この時の「MONET(モネ)」はMobile Networkの略と紹介されている。
なお、ソフトバンクは、同社及びヤフーと先進モビリティ（東大発ベンチャー）による合弁会社「SBドライブ（現・BOLDLY）」を既に設立しており、日野自動車「リエッセ」「ポンチョ」を自動運転車に改造した車両や仏ナビヤ社の「アルマ」を用いた実証実験を行っている。当社の宮川潤一CEOは「SBドライブの英知はすべてモネに集約する方向感にある」とコメントしており、当社事業にSBドライブが協力する可能性をほのめかしている。

## MONETコンソーシアム
2019年3月、コカ・コーラ、サントリー、JR東日本、フィリップス・ジャパン、三菱地所、ヤフーなどの10業種88社が参加するMONETコンソーシアムを設立した。コンソーシアムでは企業間でデータやアイデアを持ち寄って勝機を探っていく。コカコーラは自走式自販機の構想を、サントリーは帰宅とビールを販売する移動サービスの構想を、フィリップスは病院が不足している地域へ移動クリニックを展開する構想を披露している（後述）。2019年5月時点では197社、6月時点で276社、8月時点で355社、9月時点で400社、10月時点で420社、11月時点で430社が加入した。2020年1月末現在で493社、2月末現在で515社、3末現在で534社。

## 実証実験
2018年度よりMONETのスマホで予約できる相乗り配車プラットフォームの実証実験が始まっている。2019年2月26日から3月22日まで三菱地所と連携し、東京・丸の内でトヨタ・アルファード2台を用いたビジネスパーソン向け実証実験。並びにトヨタ・エスクァイア1台を用いたワーキングパパ・ママ向け実証実験が行われた。
自治体との連携を進めており、2019年2月には全国17の自治体「安平町（北海道）、仙北市（秋田県）、横浜市、鎌倉市（神奈川県）、加賀市（石川県）、伊那市（長野県）、岐阜市（岐阜県）、藤枝市（静岡県）、名古屋市、豊田市（愛知県）、大津市（滋賀県）、川西市（兵庫県）、福山市、府中市、東広島市（広島県）、嘉麻市（福岡県）、菊池市（熊本県）」とオンデマンドモビリティサービスの提供に向けて連携している。まだ契約には至っていないが3月時点で全国約150自治体と協議を進めていることが明かされた。自治体と連携した実証実験は2018年度は3件予定されており、2019年2月27日から愛知県豊田市（同年3月6日に業務連携協定を締結）でトヨタ・プリウスα2台を用いた実験、2019年3月19日から26日まで横浜市旭区でミニバンクラス1台を用いた実験、2019年3月25日から5月31日まで福山市（同年3月20日に業務連携協定を締結）で乗合タクシーの実験が行われている。
19年度からはその他の自治体にてオンデマンドバスの実証実験や移動店舗の模索、23年以降には前述の通り自動運転車「e-Palette」を使ったサービスに踏み出す予定。
2020年1月、舟運を活用した通勤者向けマルチモーダルサービス実証実験を実施。朝潮運河船着場から竹芝小型船ターミナルまで舟運で水上移動し、竹芝からJR浜松町駅へシャトル便を運行し、駅から鉄道にのる通勤用途を想定している。利用者は交通系ICカードを活用した認証を行なう。「船に乗って200円、バスに乗って200円、鉄道に乗って200円では誰も乗ってくれないが、これが200円に10円か20円がのるようなものになってシームレスに利用できるようになれば動線の魅力がでてくる」と紹介されている。

## MONET Biz（モネビズ）
運転手付きの社用車を複数の法人企業でシェアする法人向けサービス。利用者はスマートフォンアプリを使ってオンデマンドでオフィスや駅への移動が可能になるとされている。提供に向けた実証実験を8月1日より開始予定。

## ヘルスモビリティ
トヨタ・ハイエース（ウェルキャブ仕様）をベースにフィリップス・ジャパンとモネで共同開発した車両。車両には車いす用リフトやベッド、血糖値測定器、心電図モニター、血圧測定器、パルスオキシメータ、AED、テレビ電話が搭載されており、運転手と看護師が乗って患者宅まで訪問し、テレビ電話による問診や看護師が病院内の医師の指示に従い検査や診療を行う遠隔医療を想定している。医師不足に悩む地域での活用が期待されている。
2019年12月から2021年3月まで、長野県伊那市の病院が近くにない山間地域でオンライン診療の実証実験が行われる予定。この実証実験によりヘルスモビリティで対応する患者の人数、地元開業医の連携方法、地域中核となる病院との連携方法といった事業モデルを確立していく。2021年4月以降はオンライン医療の高度化や地域全体のシステムへの発展なども予定している。車両増備の際は訪問経路の道幅や搭載する医療機器などによって車種を変えていくことも視野に入れている。

## 沿革
- 2018年（平成30年）9月28日 - MONET Technologies株式会社設立。
- 2019年（平成31年/令和元年）
  - 1月23日 - 合弁会社化。
  - 2月18日 - 国内17自治体と連携。
  - 2月26日 - 丸の内エリアで「オンデマンド通勤シャトル」の実証実験を開始[21]。
  - 2月27日 - 豊田市小原地域バス「おばら桜バス」でオンデマンドバス実証実験開始。
  - 3月19日 - 横浜市旭区若葉台でオンデマンドバス実証実験開始。
  - 3月25日 - 福山市服部学区で乗合タクシー実証実験開始。
  - 3月28日 - MONETコンソーシアム設立。
  - 3月28日 - 日野自動車および本田技研工業と資本・業務提携。
  - 6月28日 - マツダ、スズキ、スバル、ダイハツ、いすゞと資本業務提携。
  - 7月18日 - 「MONET Biz（モネビズ）」の発表。
  - 11月26日 - 福島県いわき市で行われる小型電動車の運行実験に参画。2020年春まで実施。車両はシンクトゥギャザー「イーコムエイトツー」[22]。
  - 11月26日 - フィリップスと共同開発した「ヘルスケアモビリティ」を発表[23]。
- 2020年（令和2年）1月14日 - 舟運を活用した通勤者向けマルチモーダルサービスの実証実験を実施。17日まで。竹芝小型船ターミナルからJR浜松町駅までの区間で、車両はトヨタ・ハイエースを使用する。